# Richard Golle
Richard Golle (né le 28 mai 1895 à Berlin) est un coureur cycliste allemand. Actif dans les années 1910 et 1920, il a été Champion d'Allemagne sur route en 1919 et 1923.

## Palmarès
- 1919
  -  Champion d'Allemagne sur route
- 1923
  -  Champion d'Allemagne sur route
  - Tour de Leipzig
  - 2e du Rund um Berlin